# Symforian Ducki

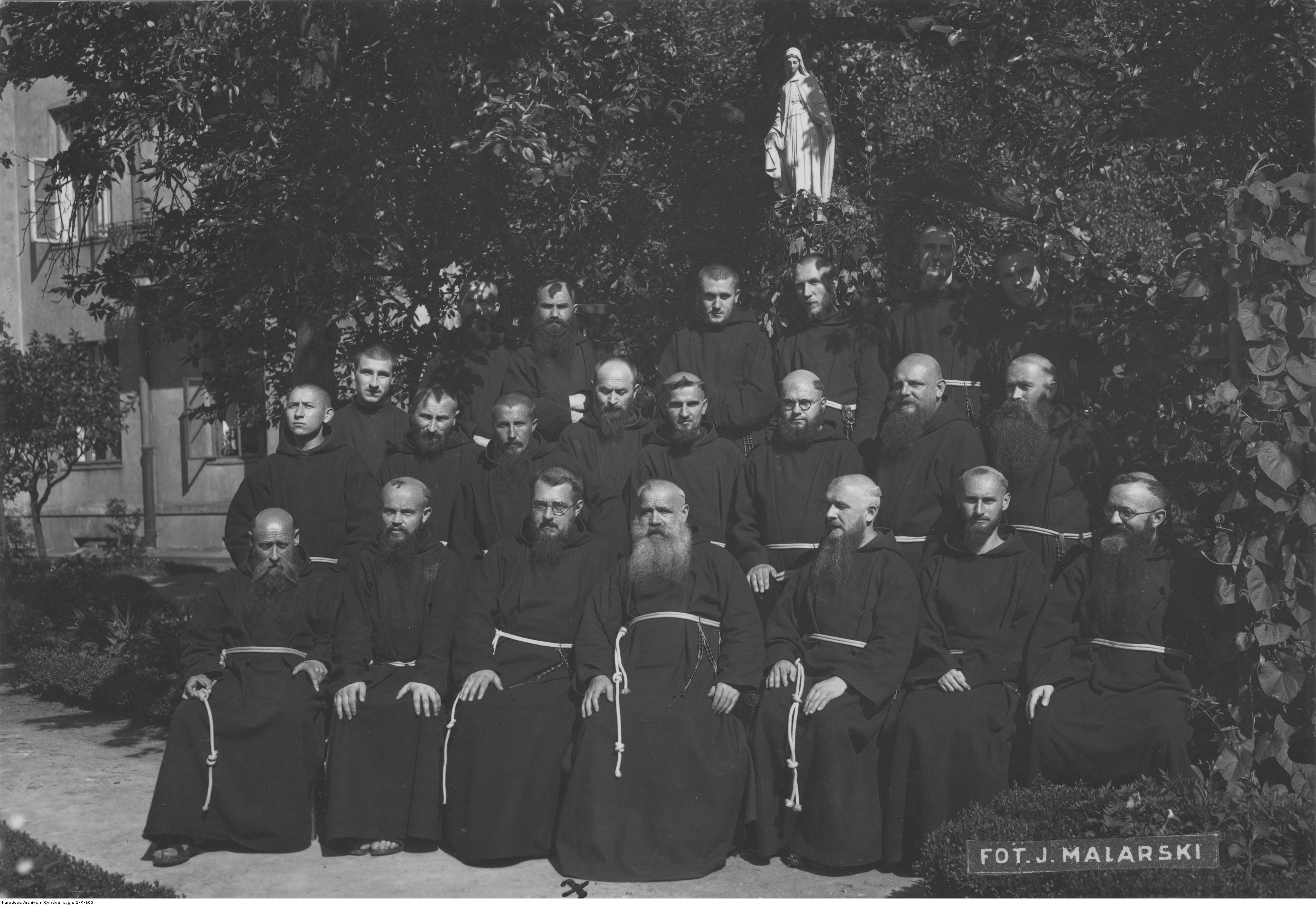
Generał zakonu wśród zakonników OO. Kapucynów z klasztoru w Warszawie (lipiec 1935). Drugi z prawej w środkowym rzędzie br. Symforian Ducki.

Symforian Feliks Ducki OFMCap. (ur. 10 maja 1888 w Warszawie, zm. 11 kwietnia 1942 w Auschwitz) – polski katolicki brat zakonny, kapucyn, błogosławiony Kościoła katolickiego.

## Życiorys
- 10 maja 1888 – urodził się w rodzinie rzemieślniczej. Syn Juliana (z zawodu ślusarz) i Marianny z domu Lenardt, zamieszkujących w kamienicy przy ul. Solec 38.
- 27 maja 1888 – chrzest w kościele św. Trójcy. Otrzymuje imię Feliks. Rodzicami chrzestnymi zostali Tomasz Grzybikowski (lakiernik) i Ludwika Rokicka. Świadkiem był Andrzej Kapczycki (kowal).
- 1908 – po raz pierwszy spotyka Kapucynów, którzy tymczasowo osiedlili się na Powiślu. Jednak z powodu rozkazu władz musieli oni ponownie opuścić Warszawę.
- 1918 – Kapucyni odzyskują klasztor przy ul. Miodowej, skasowany przez władze carskie w 1864 roku.
- 3 stycznia 1918 – Feliks Ducki wstępuje do wspólnoty. Nazywa siebie: „długoletnim kandydatem do zakonu”. Zajmuje się pomocą w organizacji odzyskanego klasztoru.
- Czerwiec 1918 – otrzymuje habit probanta i imię zakonne Antonii.
- 19 maja 1920 – rozpoczyna nowicjat w Nowym Mieście nad Pilicą. Z nieznanych przyczyn otrzymuje nowe imię zakonne: Symforian.
- 20 maja 1921 – składa profesję czasową na ręce br. Fidelisa Kalinowskiego. Powraca do Warszawy.
- 23 stycznia 1923 – zostaje przeniesiony do klasztoru w Łomży.
- 27 maja 1924 – przeniesiony do Warszawy. Odroczenie złożenia ślubów wieczystych z powodu „braku ducha zakonnego”.
- 22 maja 1925 – składa śluby wieczyste. Pracuje, jako Kwestarz na rzecz klasztoru w Warszawie i Małego Seminarium św. Fidelisa w Łomży, kucharz, opiekun chorego br. Idziego Stępnia, oraz Socjusz prowincjała br. Daniela Huijsmansa i br. Archanioła Brzezińskiego.
- 1932 – przeniesiony do odzyskanego klasztoru w Zakroczymiu.
- Październik 1933 – ponownie skierowany do Warszawy.

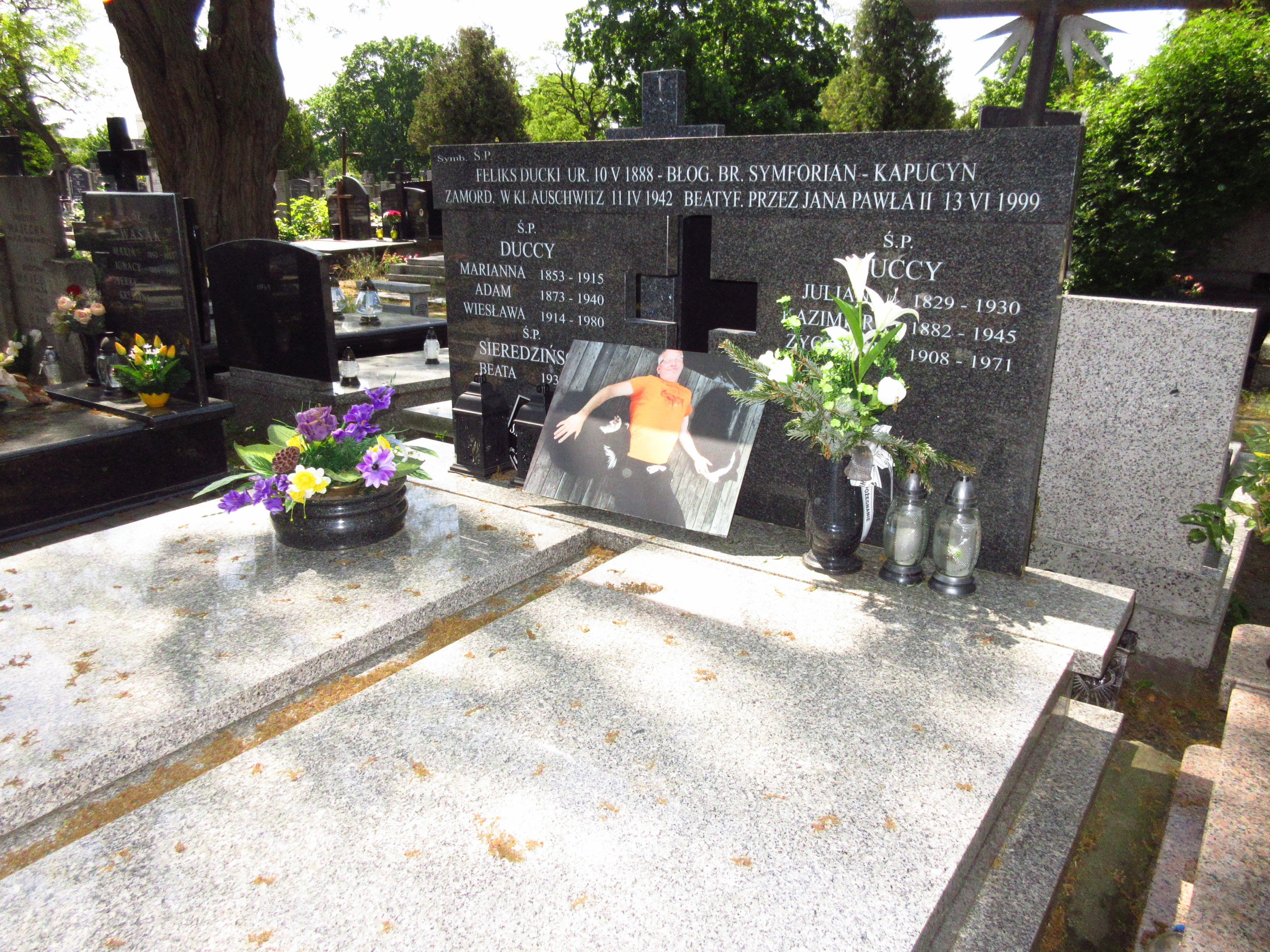
Grób Symforiana Duckiego na Cmentarzu Bródnowskim.

- Grób Symforiana Duckiego na Cmentarzu Bródnowskim.27 czerwca 1941 – aresztowany wraz z braćmi klasztoru warszawskiego przez Gestapo i osadzony na Pawiaku.
- 3 września 1941 – przewieziony do niemieckiego obozu koncentracyjnego w Auschwitz. Otrzymuje numer obozowy 20364. Pracuje w kopalni żwiru i przy wyrobie materiałów budowlanych.
- Marzec 1942 – przeniesiony do obozu koncentracyjnego w Brzezince.
- 11 kwietnia 1942 – śmierć męczeńska.

Grób symboliczny zakonnika znajduje się na cmentarzu Bródnowskim w Warszawie (kwatera 69E-5-2/3).

## Proces beatyfikacyjny
- 26 stycznia 1992 – otwarcie we Włocławku procesu beatyfikacyjnego pod tytułem Vladislavien et Aliarum. Canonizationis. Nonaginta Duorum Sociorum Episcoporum, Sacerdotum, Religiosorum et Virorum Laicorum in odium fidei, uti fertur, interfectorum. Proces rogacyjny Symforiana prowadzony w archidiecezji warszawskiej.
- 26 stycznia 1994 – koniec etapu diecezjalnego.
- Marzec 1994 – przekazanie dokumentacji do Kongregacji Spraw Kanonizacyjnych.
- 16 lutego 1999 – Kongres Kardynałów i Biskupów przy Kongregacji Spraw Kanonizacyjnych potwierdza męczeństwo Symforiana i innych sług Bożych.
- 26 marca 1999 – ogłoszenie dekretu o męczeństwie.
- 13 czerwca 1999 – uroczysta beatyfikacja 108 męczenników dokonana przez Jana Pawła II na placu Piłsudskiego w Warszawie.